# Juan Rossell
Pour les articles homonymes, voir Rossell.
Juan Miguel Rossell Milanes , né le 28 décembre 1968 à Jiguaní (Cuba), est un joueur de beach-volley cubain.

## Palmarès
- Jeux panaméricains
  -  Médaille d'or en 2003 à Saint-Domingue avec Francisco Álvarez